# Filiourí Potamós
Filiourí Potamós är ett vattendrag i Grekland. Det ligger i den nordöstra delen av landet, 400 km norr om huvudstaden Aten.